# Blang Luah Lm
Blang Luah Lm is een bestuurslaag in het regentschap Aceh Barat van de provincie Atjeh, Indonesië. Blang Luah Lm telt 444 inwoners (volkstelling 2010).